# Marina gracillima
Marina gracillima là một loài thực vật có hoa trong họ Đậu. Loài này được (S.Watson) Barneby miêu tả khoa học đầu tiên.